# Buenaventura (Unternehmen)
Buenaventura (Compañia de Mínas Buenaventura) ist ein 1953 gegründetes peruanisches Unternehmen mit Unternehmenssitz in Lima, das im Bergbau tätig ist.
Es fördert Gold, Silber und andere Metalle. Geleitet wird das Unternehmen von Roque Benavides. Ein Tochterunternehmen ist unter anderem das peruanische Bergbauunternehmen El Brocal.
Das Unternehmen besitzt 43,6 % des größten Goldbergwerks Südamerikas und betreibt allein in Peru noch neun weitere Bergwerke. Im Jahr 2009 erzielte Buenaventura mit dem Verkauf von Gold, Silber und Buntmetallen einen Umsatz von etwa zwei Milliarden Dollar. Der Gewinn lag bei etwa 600 Millionen Dollar.
Das Unternehmen ist Mitglied im World Gold Council.